# 해리 스토비
해리 더필드 스토비(Harry Duffield Stovey, 1856년 12월 20일 ~ 1937년 9월 20일)는 19세기 메이저 리그 야구 선수로, 메이저 리그에서 최초로 100홈런을 기록한 선수이다. 펜실베이니아주 필라델피아에서 태어나, 메이저 리그에서 총 14시즌을 뛰었고, 두 번 선수 겸 감독을 맡기도 했다. 1883년 14홈런, 1890년 97도루로 리그 1위를 차지하는 등 호타준족의 선수였다. 1880년부터 1891년까지, 1887년을 제외하고 항상 홈런 리그 10위 이내에 들었고, 5번 홈런 1위를 차지했다.